# Raimund Rodewald
Raimund Rodewald (* 5. Juni 1959 in Schaffhausen) ist ein Schweizer Biologe und Landschaftsexperte. Er war von 1992 bis 2024 Geschäftsleiter der Stiftung Landschaftsschutz Schweiz (SL-FP). Seit 2025 ist Rodewald als Landschaftsberater und in Wissenschaft und Lehre tätig.

## Leben
Raimund Rodewald absolvierte nach den üblichen Schulen in Schaffhausen ein Studium in Biologie an der Universität Zürich und promovierte 1990 in Pflanzenbiologie. In den 1980er Jahren war er in Schaffhausen für Radio Munot tätig und betreute die damalige Ökologiesendung «Wege». Er erwarb das Höhere Lehramt für Biologie. Von 1990 bis 1992 war er wissenschaftlicher Mitarbeiter bei der Stiftung Landschaftsschutz Schweiz in Bern, deren Geschäftsleiter er von 1992 bis 2024 war. Neben seiner Expertentätigkeit in zahlreichen Kommissionen und Arbeitsgruppen, der Leitung, Betreuung und Begutachtung von wissenschaftlichen Arbeiten und seiner regen Publikationstätigkeit führte Rodewald die SL-FP zu einer breit anerkannten Institution. Er leitete zwei Nationalfonds-Forschungsprojekte im Rahmen des NFP48 und des NFP61.
Rodewald verfasste zahlreiche Gutachten zur Frage der Landschaftsbewertung. Er ist Gastdozent an verschiedenen Hochschulen und Universitäten. An der ETH Zürich unterrichtet er die Master-Lehrveranstaltung «Landscape aesthetics». Seine Hauptthemenfelder sind die Landschaftsästhetik und Schnittstellen zwischen Kultur, Philosophie, Landwirtschaft, Biodiversität und Landschaft.
Rodewald ist verheiratet und wohnt in Biel/Bienne.

## Auszeichnungen
Im November 2008 erhielt er den Ehrendoktor der juristischen Fakultät der Universität Basel.

## Publikationen (Auswahl)
- Sehnsucht Landschaft – Landschaftsgestaltung unter ästhetischem Gesichtspunkt. Chronos Verlag, Zürich 1999, 2. Aufl. 2001, ISBN 978-3-905313-38-3.
- mit Peter Knoepfel: Institutionelle Regime für nachhaltige Landschaftsentwicklung/Régimes institutionnels pour le développement durable du paysage. Ökologie & Gesellschaft, Band 20, Verlag Rüegger, Zürich 2005, ISBN 978-3-7253-0813-2.
- mit Martin Bundi, Jörg Clavadetscher: Flurbewässerung im Münstertal. Verlag Bündner Monatshefte, Chur 2009, 2. Aufl. 2009, ISBN 978-3-258-07622-5.
- Ihr schwebt über dem Abgrund – Die Walliser Terrassenlandschaften Entstehung–Entwicklung–Wahrnehmung. Rotten Verlag, Visp 2011, ISBN 978-3-9523744-2-9.
- Vous êtes déporté au-dessus du vide – les paysages en terrasses du Valais origine, évolution, perception.  Rotten Verlag, Viège 2013, ISBN 978-3-906118-02-4.
- mit Rémy Schweizer, Karina Liechti, Peter Knoepfel: Alpine Bewässerungssysteme zwischen Genossenschaft und Staat/Des systèmes d’irrigation alpins entre gouvernance communautaire et étatique (= Ökologie & Gesellschaft. 24). Rüegger Verlag, Zürich 2014, ISBN 978-3-7253-1021-0.
- Wasserfälle – ökologische und sozio-kulturelle Leistungen eines bedrohten Naturmonumentes. Bristol-Stiftung, Haupt, Bern 2015, ISBN 978-3-258-07949-3.
- mit Köbi Gantenbein: Arkadien. Landschaften poetisch gestalten. Hochparterre, Zürich 2016, 2. Aufl. 2018, ISBN 978-3-909928-34-7.
- mit John Schmid u. a.: Himmel, Erde, Kunst. Das Kloster Schönthal als Gesamtkunstwerk. Scheidegger & Spiess, Basel 2017, ISBN 978-3-85881-370-1.
- Die schönsten Landschaften der Schweiz. Werd Verlag, Thun 2019, ISBN 978-3-85932-989-8.
- zusammen mit weiteren Autoren: Mit Rilke durch die Jahrhunderte. Die Geschichte von Raron und St. German neu entdeckt. Kulturstiftung Raron, Raron 2022.
- zusammen mit weiteren Autoren: Lärchengold und Gletscherweiss. Weber Verlag, Thun 2024, ISBN 978-3-03818-430-0.